# William Bates
William Bates (1625 – 1699) foi um pastor presbiteriano puritano inglês.

## Vida
William Bates nasceu em Londres, em novembro de 1625, tendo ingressado, posteriormente, na Universidade de Cambridge. Bacharelou-se no ano de 1647.
Iniciou seu pastorado, sendo presbiteriano, na paróquia de São Dunstano do Oeste, também em Londres. Permaneceu, ali, como pastor até a aprovação do Ato de Uniformidade de 1662, que lhe expulsou da localidade. Ele também participou com outros clérigos evangélicos na realização de uma série de palestras na igreja de Cripplegate sob o nome de "Exercício Matinal".
Bates participou das negociações para a restauração de Carlos II. Como consequência de seu apoio, alcançou a mercê real e Sua Majestade nomeou-o um dos capelães reais. Em 1660 atuou como um dos comissários da Conferência de Sabóia. Em 1661, Cambridge conferiu-lhe o grau de Doutor em Divindade (D. D.) por mandato real. Ao mesmo tempo, ele foi instado a aceitar o cargo de reitor de Lichfield e Coventry, mas, assim como Richard Baxter, Edmund Calamy, o velho, Thomas Manton e outros em sua posição, veio a recusar o cargo.
Posteriormente, Bates conduziu a discussão entre os não-conformistas e John Pearson, Peter Gunning, e Anthony Sparrow. Em 1665, Bates fez o juramento imposto pelo parlamento reunido em Oxford "de que não tentaria em nenhum momento uma alteração no governo da Igreja ou do Estado". Nisso ele foi apoiado por John Howe e Matthew Poole, embora Richard Baxter tenha recusado.
Alguns dos clérigos mais equilibrados esforçaram-se, em 1668, por elaborar um esquema de compreensão que permitisse o retorno dos presbiterianos à Igreja da Inglaterra, tendo participado desse esforço Bates, Baxter e Manton. Mas nenhum acordo foi alcançado. Posteriormente, Bates participou da apresentação de uma petição ao rei para "alívio dos inconformistas/não-conformistas"; apesar de ter sido recebido, graciosamente, pelo rei, não teve seu pedido atendido. Novamente, em 1674, sob a orientação de John Tillotson e Edward Stillingfleet, esforçou-se novamente na obtenção do favor régio, mas, mais uma vez, não foi atendido.
Após a adesão de Jaime II, o suplício dos não-conformistas aumentou. Bates estava ao lado de Baxter quando George Jeffreys intimidou e insultou Baxter e seus associados. Ele intercedeu com sucesso junto ao Arcebispo Tillotson em nome de Nathaniel, Lord Crewe, bispo de Durham, que havia sido isento do ato de indenização de 1690.
Bates fez dois discursos a Guilherme III e Maria II sobre sua adesão em nome dos dissidentes. No fim de sua vida, veio a pastorear a Igreja Presbiteriana de Hackney.
Bates morreu em Hackney, em 14 de julho de 1699, aos setenta e quatro anos. Em seu culto fúnebre pregaram Richard Baxter, Thomas Manton, Thomas Jacomb e David Clarkson. Fora considerado um pregador com “língua de prata” e o “mais educado” de todos os "não-conformistas". O sermão fúnebre de John Howe em memória de Bates foi impresso com as obras de Bates.

## Obras
Suas obras são:

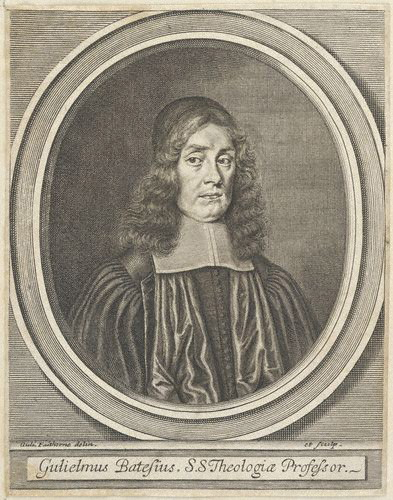
William Bates, conforme gravura de William Faithorne.

- Harmonia dos Atributos Divinos (1697? ) [3]
  - Harmonia dos Atributos Divinos (1674) [4]
  - Harmonia dos Atributos Divinos (1675) [5]
  - Harmonia dos Atributos Divinos (1771) [6]
  - Harmonia dos Atributos Divinos (1831) [7]
  - A harmonia dos atributos divinos na invenção e realização da redenção do homem ([nd ]) [8]
- Considerações sobre a existência de Deus e a imortalidade da alma (1676).
- Quatro últimas coisas – morte, julgamento, céu e inferno (1691, reimpresso em 1838). [9]
- Sermões pregados em diversas ocasiões (1693). [10]
- Perfeição Espiritual (1699).
- Vitae Selectorum aliquot Virorum qui doctrina, dignitate, aut pietate inclaruere (1681) Vidas de teólogos famosos em latim. [11]
- Toda a obra do Rev. W. Bates (volumes IV) (impresso em 1815) [12]
- Co-autor de Os Atributos de Deus (1835) [13]
- Um sermão fúnebre para o Reverendo, santo e excelente divino, Sr. Richard Baxter, falecido em dezembro. 8, 1691 : com um relato de sua vida (1692) [14]
- Um relato da vida e morte do Sr. Philip Henry, ministro do evangelho perto de Whitchurch em Shropshire, que morreu em 24 de junho de 1696, aos sessenta e cinco anos de idade ; com a dedicatória do Dr. Bates (1797). [15]